# Gerdiella corbicula
Gerdiella corbicula är en snäckart som först beskrevs av Dall 1908.  Gerdiella corbicula ingår i släktet Gerdiella och familjen Cancellariidae. Inga underarter finns listade i Catalogue of Life.